# Léon Valade
Pour les articles homonymes, voir Valade.

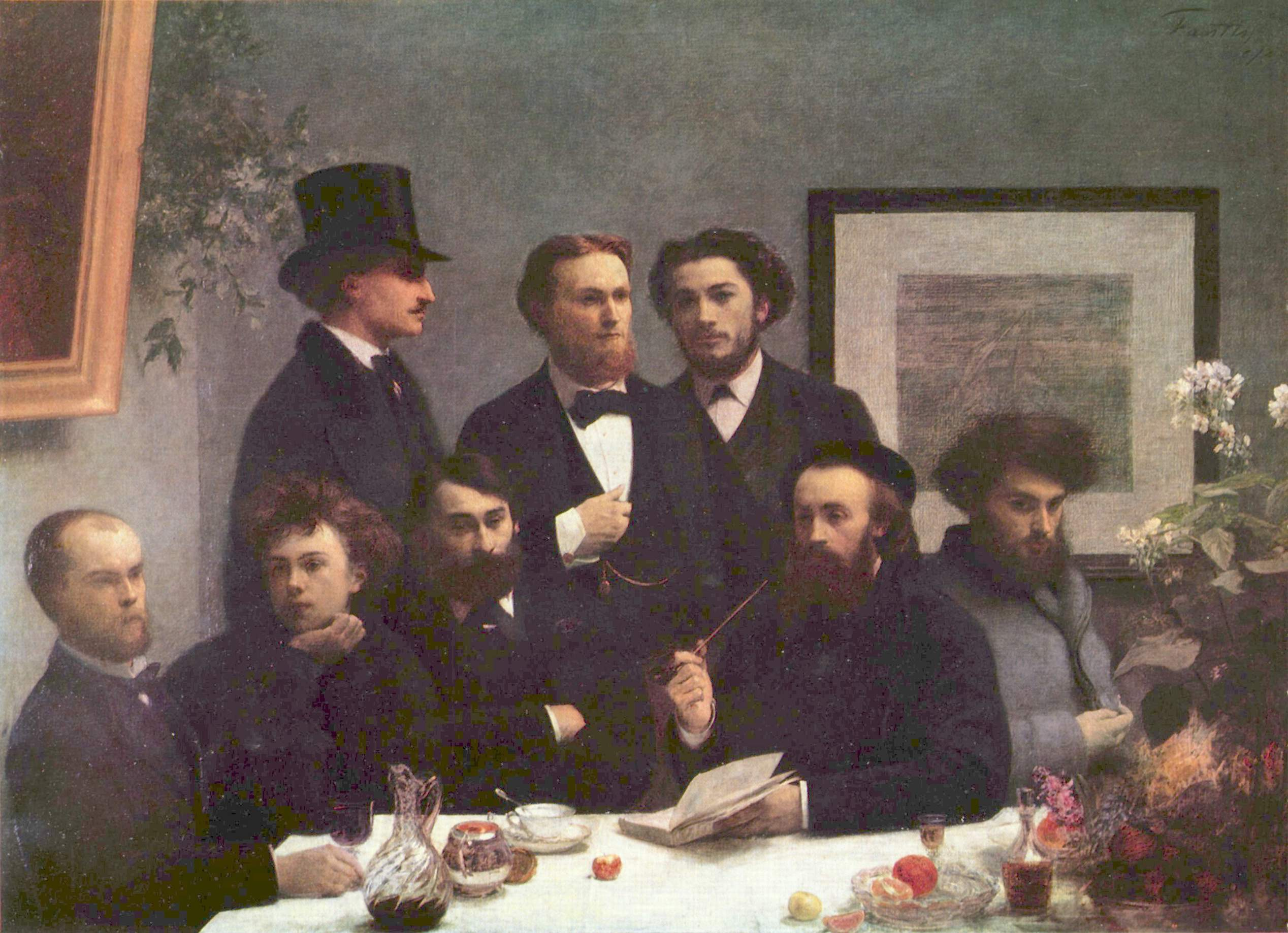
Coin de table, tableau de Henri Fantin-Latour. Léon Valade est le 3e en bas en partant de la gauche.

Paul-Valmir-Léon Valade-Gabel, dit Léon Valade, né à Bordeaux le 7 juillet 1841 et mort à Paris 5e le 18 juin 1884, est un poète et auteur dramatique français.

## Biographie
Après avoir fait ses études au lycée Louis-le-Grand et avoir été quelque temps secrétaire de Victor Cousin, il devient commis principal à la direction de l'enseignement de la préfecture de la Seine et consacre ses loisirs aux lettres. Il écrit à ses débuts avec Albert Mérat, son collègue à la préfecture. Ami de Verlaine, de François Coppée et de Rimbaud, il fréquente les salons de Louis-Xavier de Ricard et de Nina de Villard ainsi que les samedis de Leconte de Lisle et les jeudis de Théodore de Banville. Il fait partie du club des Hydropathes et contribue dès le début au Parnasse contemporain (1866).
Léon Valade est l'un des poètes représentés sur le tableau Un coin de table de Henri Fantin-Latour ; il est assis à côté d'Arthur Rimbaud.

## Jugements
- Anatole France : « Léon Valade est un poète tout intime, très fin, très délicat. Il excelle à peindre des scènes familières et de jolis paysages. Il a de l'esprit, c'est-à-dire qu'il a ce qui caresse, ce qui chatouille l'âme et la fait sourire. Il s'attendrit quand il faut, mais il garde même en s'attendrissant une pointe de malice[6] ».
- Gérard Walch : « Il excellait à brosser les petits tableaux de la vie parisienne, d'un charme si spécial, et tournait fort agréablement les triolets, égratignant au passage certaines célébrités, Caro, Émile Zola, et surtout Francisque Sarcey[7] ».
- Camille Pelletan : « Léon Valade n'a été, de son vivant, jugé à toute sa valeur que par un groupe restreint d'amis et de lettrés. Il n'a jamais cherché la renommée : on pourrait presque dire qu'il l'a fuie ; et peut-être, cependant, tel qui a fait tout d'abord gros tapage autour de son nom laissera-t-il après lui beaucoup moins que ce poète. Il a enfermé, d'une main singulièrement délicate, des sentiments exquis dans des vers achevés : il faut autre chose dans le bruit du moment, mais cela suffit pour rester[8] ».

## Œuvres
Les œuvres de Léon Valade ont été publiées chez Alphonse Lemerre.
Poésie
- Avril, Mai, Juin, sonnets, avec Albert Mérat, 1863
- Réminiscence, Rêve d'été, L'Asile, Dédicace, La Saint-Jean : contribution au premier recueil du Parnasse contemporain, 1866
- La Goutte de sang, Le Blasphème, L'Hôte importun, Viatique : contribution au deuxième recueil du Parnasse contemporain, 1869-1871
- À Mi-Côte, 1874
- Mai, Bouquet, Pantomime, Les Rues de Venise : contribution au troisième recueil du Parnasse contemporain, 1876
- Nocturnes, poèmes imités de Henri Heine, 1880 Texte en ligne
- L'Affaire Arlequin, triolets, 1883
- La Jeunesse à Molière, stances, avec Jules Truffier, 1885
- Poésies, 1886
- Œuvres de Léon Valade. Poésies : Avril, Mai, Juin ; À Mi-Côte, préface de Camille Pelletan, 1887 Texte en ligne
- Œuvres de Léon Valade. Poésies posthumes, 1890 Texte en ligne

Théâtre
- Molière à Auteuil, comédie en 1 acte, en vers, avec Émile Blémont, Paris, Odéon, 15 janvier 1876
- Le Barbier de Pézenas, comédie en 1 acte, en vers, avec Émile Blémont, Paris, Odéon, 15 janvier 1877
- Les Papillotes, comédie en 1 acte, en vers, Paris, Odéon, 15 janvier 1883
- La Raison du moins fort[9], comédie en 1 acte, en vers, avec Émile Blémont, Paris, Théâtre-Français, 9 octobre 1907 Texte en ligne

Traduction
- Henri Heine : Intermezzo, poème traduit par Albert Mérat et Léon Valade, 1868 Texte en ligne